# Saxifraga polita
Saxifraga polita là một loài thực vật có hoa trong họ Saxifragaceae. Loài này được (Haw.) Link miêu tả khoa học đầu tiên năm 1821.